# Комар обыкновенный
Комар-пискун, или комар обыкновенный (лат. Culex pipiens) — политипический вид (иначе — комплекс) кровососущих комаров (Culicidae). Распространён всесветно и имеет большое эпидемическое значение. Большинство встречающихся комаров размером от 3 до 7 мм. Самки питаются соками растений (для поддержания жизни) и кровью (для развития яиц), главным образом человека, а самец питается исключительно соками растений. Самки обыкновенного комара являются переносчиками различных заболеваний человека: например японский энцефалит, менингит, а также животных, например птичьей малярии. Формы номинативного подвида комара-пискуна Culex pipiens pipiens forma pipiens и Culex pipiens pipiens forma molestus являются главными объектами для исследований в виде.

## Распространение и место обитания
Встречается повсеместно в Европе, Америке, в особенности близ водоёмов.
Завезён на другие континенты и далёкие острова в период Великих географических открытий. Его личинки прибыли в бочках с остатками пресной воды, которую выливали в водоёмы при заборе свежей воды.

## История открытия
О комарах люди знали всегда, но впервые научно описал этот вид Карл Линней в 1758 году. Позже в 1775 году Форскаль описал этот же вид в Египте под названием Culex molestus. Они оба имеют близкое внешнее сходство между собой, позже учёные пришли к соглашению различать этих комаров по их готовности кусать людей. Culex molestus был более изобилуемым в Александрии, Рашиде и Каире. Фицалби (англ. Ficalbi) в 1890 году предложил назвать комаров пискунов, кусающих людей, — «haematophagus», а тех, которые людей не кусают, а питаются только нектаром назвать «фитофагами». Таким образом, в отношении Culex molestus частичное внимание обращали на степень кусачести людей, позже их поведение обозначили термином «антропофилы».

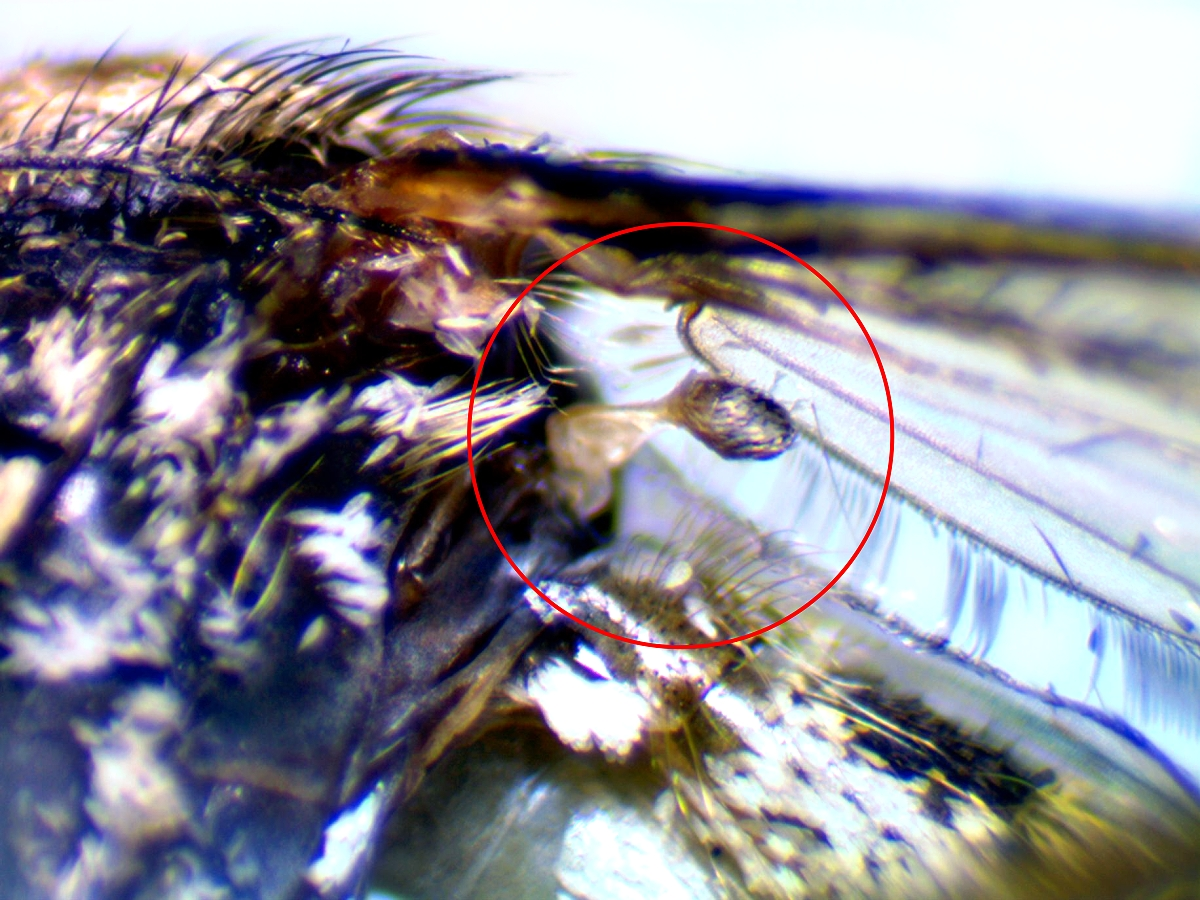
Вторая пара редуцированных крыльев у комара обыкновенного

Комар относится к отряду Двукрылые, но у него есть вторая пара крыльев, которая редуцирована. Обе пары крыльев машут в полёте одновременно со скоростью около 1000 взмахов в секунду, что создаёт характерный «комариный писк».

## Жизненный цикл

Жизненный цикл комара обыкновенного, включая откладку яиц, четыре личиночные стадии, куколку и имаго

В течение жизненного цикла комар проходит изменения или метаморфоз на разных стадиях жизненного цикла, и меняет среду обитания.
Из яиц, отложенных самкой комара обыкновенного, развиваются личинки, которые после четырёх стадий метаморфоза, разделённых тремя линьками, линяют в четвёртый раз, превращаясь в куколок, а из них, в свою очередь, выходят зрелые комары (имаго).

### Личинка
Личинка характеризуется относительно коротким сифоном, несущим гребень из 12—15 зубцов. Сифон на конце не расширяется, его длина не более чем в шесть раз превышает ширину в основании. Сифональных пучков четыре пары, длина которых немного превышает или не превышает поперечник сифона в месте их прикрепления. Ближайшая к основанию сифона пара лежит на заметном расстоянии ближе к вершине от наиболее дистального зубца гребня. Боковой волосок на последнем сегменте, как правило, простой.
Сифон расположен на восьмом сегменте брюшка и служит для дыхания воздухом. На конце сифона есть клапаны, которые закрываются при погружении личинки вглубь воды. Передвигается личинка благодаря хвостовому плавнику на последнем, девятом сегменте брюшка, состоящему из щетинок.

### Куколка
Куколка комара обыкновенного внешне сильно отличается от личинки. У неё большая прозрачная головогрудь, через которую видно тело будущего зрелого комара. От куколок малярийного комара отличается тем, что две дыхательные трубки, отходящие от головогруди, которыми куколка прикрепляется к поверхности воды и дышит воздухом, имеют одинаковое сечение на всем протяжении; кроме того, на брюшных сегментах у неё нет шипов. Брюшко состоит из девяти сегментов, на восьмом из которых расположен хвостовой плавник в виде двух пластинок. Передвигается благодаря движениям брюшка. Продолжительность стадии — пара дней.

### Имаго

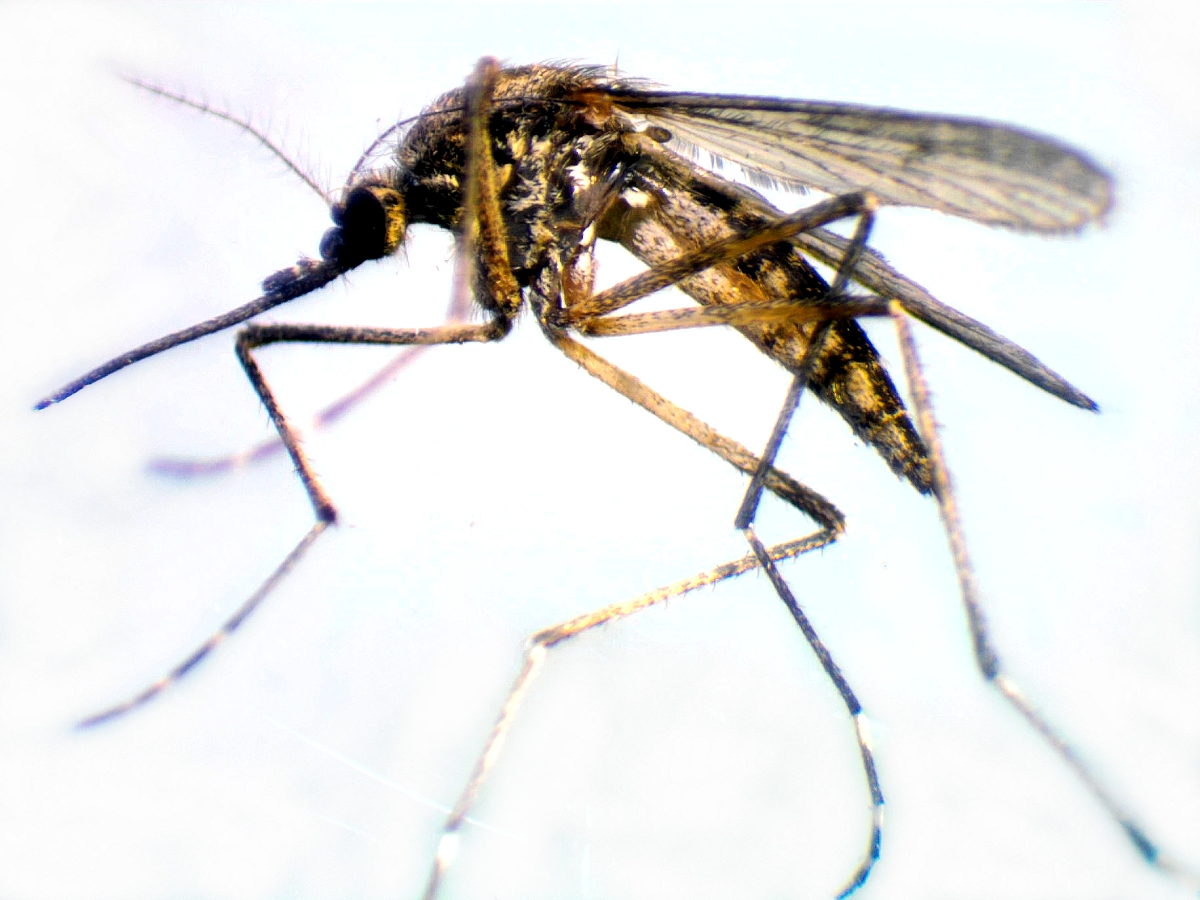
Имаго комара обыкновенного

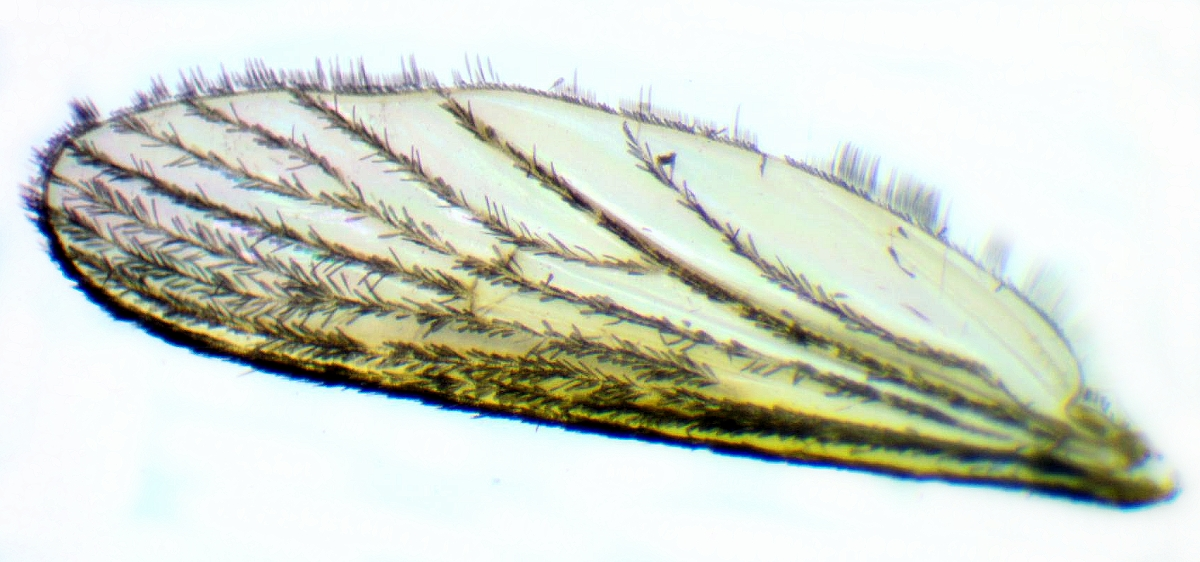
Переднее крыло комара обыкновенного

Это комар средних размеров, имеющий щетинистый хоботок и тёмные короткие пальпы.
Голова в бурых чешуйках; боковые отделы головы и задние края глаза, как правило, покрыты белыми чешуйками. Хоботок бурый; усики самок бурые в бурых чешуйках, с более или менее значительной примесью белых чешуек близ середины и у вершины; усики самцов заметно (чуть более на чём на длину вершинного сегмента) длиннее хоботка, бурые, в белых чешуйках, с нижней стороны двух конечных сегментов в белых чешуйках; тёмно-бурые щетинистые волоском на вершине третьего, на четвёртом и пятом члениках усиков хорошо развиты; более или менее выраженные колечки белых чешуек имеются на длинном члеников усиков. Затылок комара состоит из золотистых щетинок, поднятых разветвлённых щетинок сверху и широкими белыми — сбоку.
Среднеспинка покрыта, как правило, красновато-бурыми чешуйками; боковые края среднеспинки и более или менее значительное пространство перед щитком покрыто более светлыми чешуйками; бочки груди бурые с незначительной величины пятнами белых чешуек; проэпимеры без чешуек. Брюшко в тёмно-бурых чешуйках, по переднему краю тергитов, с более или менее широкими перевязями светло-жёлтых чешуек; в редких случаях перевязи могут отсутствовать. Гипопигий: предвершинная бороздка первого сегмента вальв несёт довольно широкую, на вершине закруглённую пластинку; второй отдел мезозомы в виде узкого крючка. Ноги бурые в бурых чешуйках, бёдра снизу покрыты желтовато-белыми чешуйками. Крылья по жилками в тёмно-бурых чешуйках. Наружный покров грудки состоит из коричневых щиток, щитки же состоят из золотисто коричневых щетинок. Светлые поперечные перевязи или светлые боковые пятна расположены по переднему краю тергитов. Проэпистерны покрыты светлыми узкими чешуйками. Скутеллум (scutellum) с узкими золотыми щетинками и коричневыми щетинками в углублениях. Плевра с маленькими почти белыми щетинками. Крылья 3,5—4 мм длиной с узкими чёрными щетками. Самец в отличие от самки имеет пушистые усики.

## Размножение

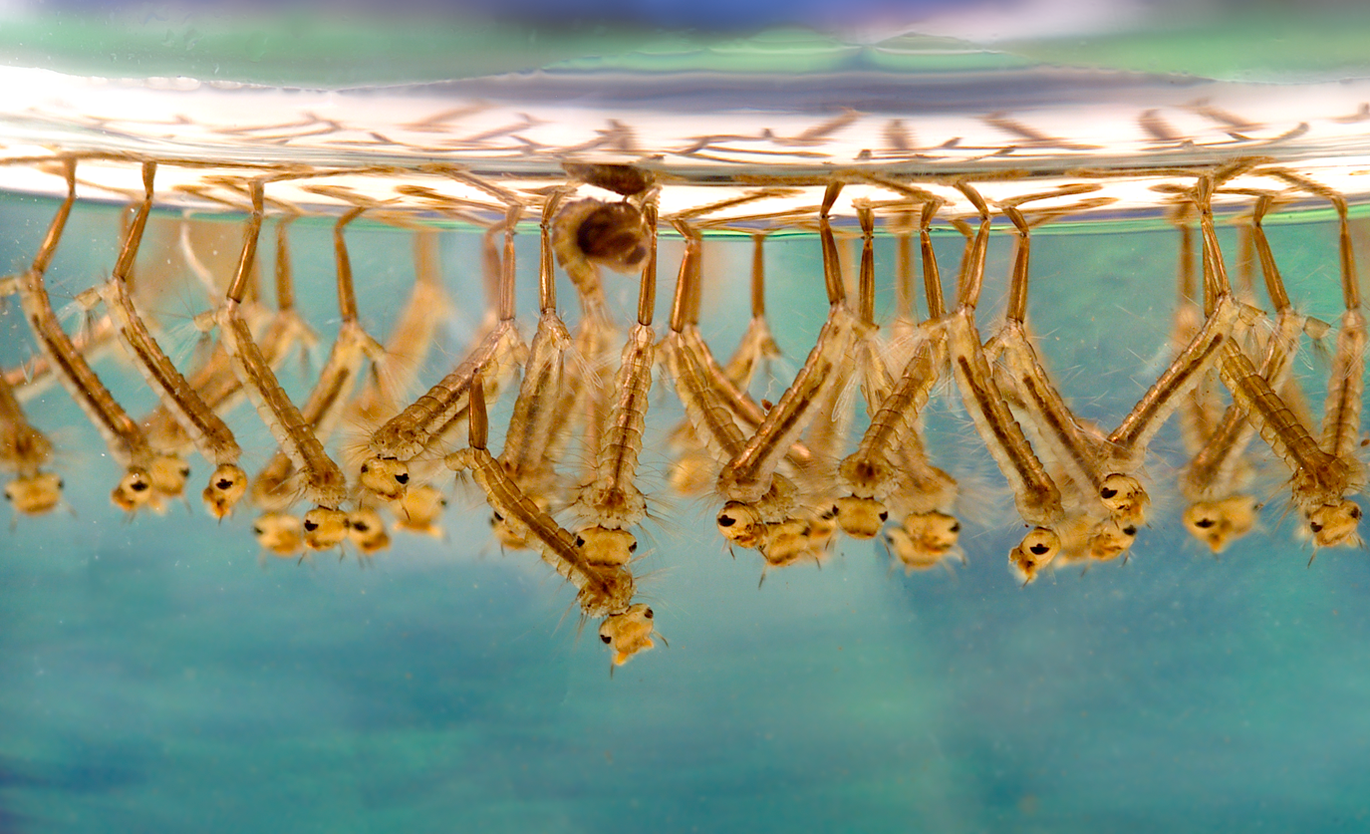
Личинки и 1 куколка комара

Самка откладывает яйца в тёплую стоячую воду с органическими материалами или водной растительностью. Яйца отложены в виде плотов, которые свободно плавают по водоёму. В одном плоту могут быть слепившимися от 20 до 30 яичек. Длительность развития от 40 часов до 8 суток, зависит это от температуры воды в которой происходит развитие. 
По данным В. В. Тарабрина и М. М. Орлова развитие от личинки до имаго происходит в течение 20—25 дней. Оптимальной температурой воздуха для размножения является 26—29 °С, относительная влажность воздуха ≈ 80 %, температура воды не меньше 16—17 °С.
Глубокая местность или волны являются губительными для личинок комара.

## Комары и человек
Очень обыкновенный вид вредных насекомых, распространённый в урбанизированных и субурбанизированных местностях.
Человек использует личинки комара в виде корма для рыбок. Название у личинок, как у аквариумного корма, иное — чёрный мотыль. В основном, на воле чёрные мотыли являются кормом для множества тропических видов.
Личинки также используются в качестве наживки рыболовами, в особенности для подледной рыбалки. На эту наживку попадаются очень многие виды рыб, за исключением крупных хищников, питающихся главным образом рыбой.

## Экология

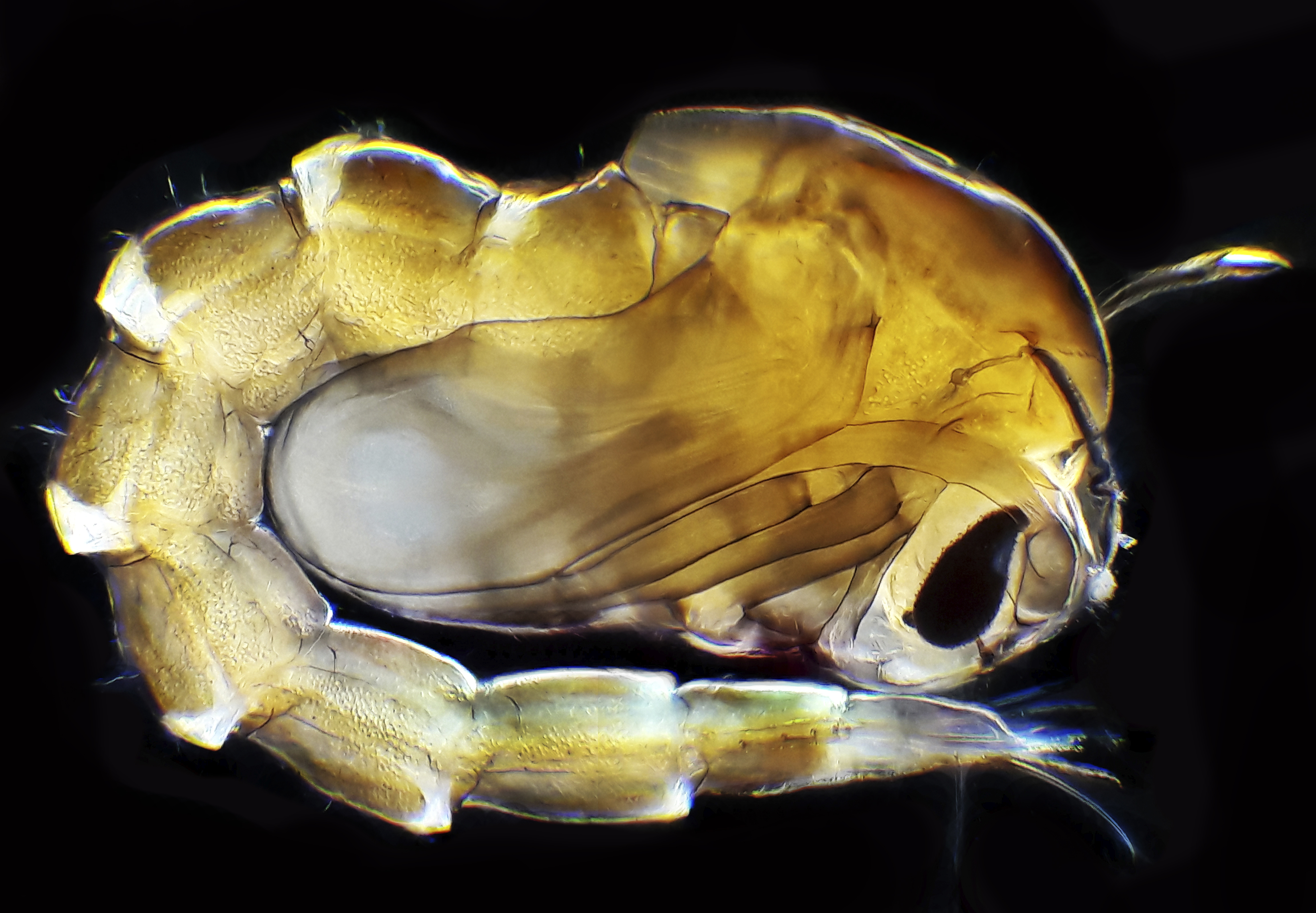
Куколка комара

Личинки комара-пискуна развиваются на отмели речек и ручьёв в лесах, лесостепях и степной зоне.
Часто среда обитания комара обыкновенного — городская местность. С наступающими холодами комары нередко залетают в подвалы жилых домов, где при комнатной температуре и наличии стоячей воды создаются благоприятные условия для их размножения и последующего развития личинок и куколок. Зрелые комары из подвалов проникают в квартиры жилых домов, часто это может происходить и зимой.

### Питание
Питание сахарами — это основная характерная черта в жизни комара. Оба пола разных возрастов часто питаются сахарами, обычно растительными, но реже экзофлорными нектаром и медовой росой. Энергетически кровь и нектар взаимозаменяемы; самки некоторых видов имеют врождённую зависимость от одного и от другого: кровь ей необходима для развития яиц, а сахара для поддержания выживания и поддержания своей жизни, для полёта и для улучшения репродукционной способности. Самки комара-пискуна, как и другие представители кровососущих комаров, характеризуются по двойному образу питания, совмещая сахар и кровь. Самцы же питаются лишь только соками и нектаром растений.

#### Питание сахарами растений
Нектаром питаются на таких растениях, как лопух (Arctium), тысячелистник (Achillea) и пижма (Tanacetum); наблюдение было проведено в окрестностях Москвы. Охотней всего комар питается на пижме (7—10 самок на цветок). Среди питавшихся комаров больше всего было девственных самок, беременных же самок можно редко встретить. Подобное исследование проводилось в центральной и юго-западной частях Швеции. Из 18 видов комаров, собранных на цветках пижмы, виды Culex pipiens (ssp. pipiens) и Culex torrentium составляли 86 %, где 52 % были беременные самки. Фруктоза хорошо подействовала на организм собранных комаров у 81 %. Питаясь нектаром, комар-пискун вносит важный вклад в опыление пижмы.
В Иорданской долине (на Ближнем Востоке) комар-пискун Culex pipiens pipiens forma molestus был пойман на полях и вскормлен в лабораторных условиях. Эта форма питается сахарами шести видов растений, из которых своё предпочтение отдавал Ochradenus baccatus из семейства резедовых.

#### Питание кровью
Согласно некоторым старым работам (Mattingly et all, 195; Shute, 1951, и др.), не автогенная форма — pipiens, была рассмотрена как омитофильный и, наоборот, автогенная форма — molestus, относился к антропофилам. Действительно, антропофилия животных-хозяинов подтверждено огромным количеством укусов в городской и в сельской местностях. Однако, антропофилия этой формы комара не должна быть переоценена; пойманными molestus на исследовании в лаборатории немедленно подвергались укусам не только люди, но также птицы, мыши и морские свинки.

## Патогенность
Комар-пискун является паразитом, который может переносить инфекцию. У человека вследствие укуса может появиться экзема, бугорки и крапивница. Кусает только самка комаров. Раздражение и получение таких болезней связано с тем, что самка во время укуса вводит ослабляющую слюну, чтобы жертва не чувствовала боли в месте укуса. Также самка комара переносит менингит (при посредничестве птиц), японский энцефалит, лихорадку Западного Нила.
Комар-пискун — обычный комар в Северной Африке, и является основным переносчиком филяриоза в Египте. Экспериментальные инфекции посредством комара-пискуна показали, что он является переносчиком Brugia pahangi (у 6,3 % комаров).
В организме комара могут обитать различные патогенные для других животных черви, так например вид трематод Pneumonoeces variegatus, являющийся гельминтом обыкновенной чесночницы (Pelobates fuscus) и который попадает в тело чесночницы путём проглатывания комара-пискуна а также двух других видов комаров Anopheles maculipennis и Culex territans.

### Переносчики вируса Западного Нила
В Старом Свете некоторые комары-пискуны являются энзоотическими переносчиками вируса Западного Нила, заражая вирусом птиц, а также людей и других млекопитающих.

## Классификация
Комар-пискун различает два экотипа (См. ниже) отличающиеся друг от друга по величине сифонального индекса личинок.

### Подвиды

#### C. p. pallens
Один из подвидов обыкновенного комара. Комар длиной в среднем 5,5 мм. Имеет бурую окраску тела с белыми рисунками на ногах и ротовых органах. Распространён в Северной Америке, Японии.

#### C. p. pipiens
В подвиде выделяют следующие формы:

##### Culex pipiens pipiensformapipiens
Местом развития личинок являются наземные водоёмы. Комары этой формы легко адаптируемы, и заселяют почти все типы водоёмов: лужи, проточные водоёмы, мелкие временные водоёмы, лесные топи, болота, края озёр, также местом развития могут служить и искусственные водоёмы такие как, банки, покрышки автомобиля, бочки и т. д. Ещё личинка может развиваться и в очень загрязнённой воде.
Количество личинок меняется в зависимости от места развития, например, в заболоченностях 327—1408 экз./м², а в последождевых лужах их количество уменьшается 110—895 экз./м², но в навозных лужах это количество резко возрастает 152—26600 экз./м² и в сточных канавах чуть больше — 5400—27563 экз./м².

##### Culex pipiens pipiensformamolestus
Городской, или подвальный комар. Латинское название 'molestus' — назойливый, что является его характерной чертой.
Уже долгое время учёные спорят между собой, выделить ли эту форму в отдельный подвид или оставить его экотипом (формой). Эти споры связаны с тем, что трудно идентифицировать отдельные особи.

#### С. р. quinquefasciatus
Синоним подвида: C. p. fatiganas — живёт этот подвид в тропической и субтропической зонах. Является переносчиком вухерериоза и некоторых арбовирусных болезней. Морфологически довольно надёжно отличим от других подвидов.